# توني ليون (لاعب كرة قدم)
توني ليون (بالإنجليزية: Tony Leone) هو لاعب كرة قدم أمريكي، ولد في 28 أبريل 2004 في لونغ بيتش في الولايات المتحدة.